# Tournous-Devant
Tournous-Devant est une commune française située dans le nord-est du département des Hautes-Pyrénées, en région Occitanie.
Sur le plan historique et culturel, la commune est dans la région gasconne de Magnoac, située sur le plateau de Lannemezan, qui reprend une partie de l’ancien Nébouzan, qui possédait plusieurs enclaves au cœur de la province de Comminges et a évolué dans ses frontières jusqu’à plus ou moins disparaitre. Exposée à un climat océanique altéré, elle est drainée par la Baïse, la Baisole, le ruisseau de Lautan et par un autre cours d'eau.
Tournous-Devant est une commune rurale qui compte 83 habitants en 2022, après avoir connu un pic de population de 345 habitants en 1800. .

## Géographie

### Localisation
La commune de Tournous-Devant se trouve dans le département des Hautes-Pyrénées, en région Occitanie et est frontalière avec l'Espagne (Aragon).
Elle se situe à 28 km à vol d'oiseau de Tarbes, préfecture du département, à 30 km de Bagnères-de-Bigorre, sous-préfecture, et à 16 km de Tournay, bureau centralisateur du canton de la Vallée de l'Arros et des Baïses dont dépend la commune depuis 2015 pour les élections départementales.
La commune fait en outre partie du bassin de vie de Trie-sur-Baïse.
Les communes les plus proches sont : 
Sabarros (1,9 km), Libaros (2,3 km), Campuzan (2,8 km), Vieuzos (2,8 km), Galan (3,1 km), Sentous (3,7 km), Recurt (3,8 km), Betpouy (4,5 km).
Sur le plan historique et culturel, Tournous-Devant fait partie de la région gasconne de Magnoac, située sur le plateau de Lannemezan, qui reprend une partie de l’ancien Nébouzan, qui possédait plusieurs enclaves au cœur de la province de Comminges et a évolué dans ses frontières jusqu’à plus ou moins disparaitre.

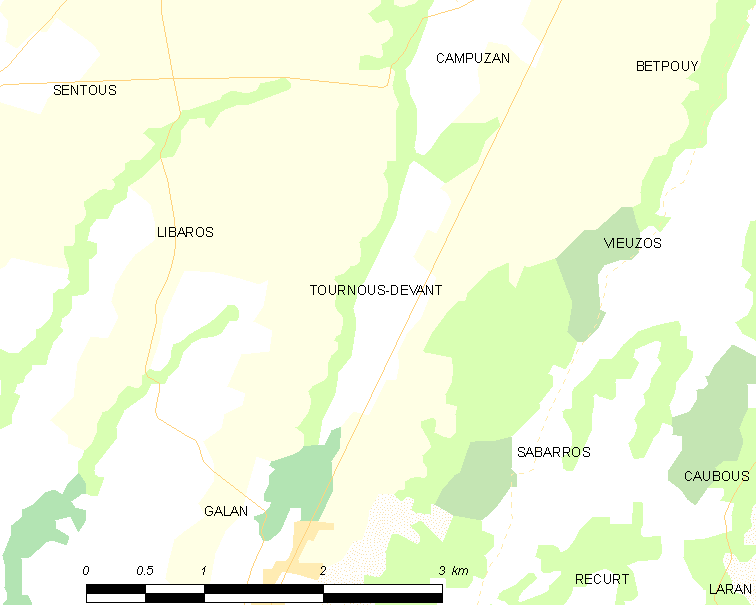
Carte de la commune de Tournous-Devant et des proches communes.

|         | Campuzan        | Betpouy  |
| Libaros | Tournous-Devant | Vieuzos  |
|         | Galan           | Sabarros |

### Hydrographie
La commune est dans le bassin versant de la Garonne, au sein du bassin hydrographique Adour-Garonne. Elle est drainée par la Baïse, la Baisole, le ruisseau de Lautan et par un petit cours d'eau, constituant un réseau hydrographique de 5 km de longueur totale,.
La Baïse, d'une longueur totale de 187,6 km, prend sa source dans la commune de Capvern et s'écoule vers le nord. Elle traverse la commune et se jette dans la Garonne à Saint-Léger, après avoir traversé 52 communes.
La Baisole, d'une longueur totale de 47,2 km, prend sa source dans la commune de Campistrous et s'écoule vers le nord. Elle traverse la commune et se jette dans la Baïse à Saint-Michel, après avoir traversé 21 communes.

### Climat
Le climat est tempéré de type océanique, en raison de l'influence proche de l'océan Atlantique situé à peu près 150 km plus à l'ouest. La proximité des Pyrénées fait que la commune profite d'un effet de foehn, il peut aussi y neiger en hiver, même si cela reste inhabituel.
| Mois                              | jan.  | fév.  | mars  | avril | mai   | juin  | jui.  | août  | sep.  | oct.  | nov.  | déc.  | année   |
| --------------------------------- | ----- | ----- | ----- | ----- | ----- | ----- | ----- | ----- | ----- | ----- | ----- | ----- | ------- |
| Température minimale moyenne (°C) | 1     | 2     | 4     | 6     | 9     | 13    | 15    | 15    | 12    | 9     | 4     | 2     | 7,7     |
| Température moyenne (°C)          | 5,2   | 5,6   | 8,4   | 10,1  | 13,8  | 17,8  | 18,6  | 18,8  | 16,4  | 13,5  | 7,5   | 5,5   | 11,8    |
| Température maximale moyenne (°C) | 10    | 11    | 14    | 15    | 19    | 22    | 25    | 25    | 23    | 19    | 14    | 11    | 17,3    |
| Ensoleillement (h)                | 108,8 | 118,8 | 155,6 | 157,2 | 181,3 | 191,5 | 215,5 | 196,4 | 194,5 | 164,4 | 124,4 | 104,4 | 1 912,8 |
| Précipitations (mm)               | 98,6  | 63,3  | 99    | 108,2 | 137   | 87,1  | 72,6  | 70,5  | 69,5  | 81,9  | 101,4 | 97,4  | 1 086   |

### Milieux naturels et biodiversité
Aucun espace naturel présentant un intérêt patrimonial n'est recensé sur la commune dans l'inventaire national du patrimoine naturel,,.

## Urbanisme

### Typologie
Au 1er janvier 2024, Tournous-Devant est catégorisée commune rurale à habitat très dispersé, selon la nouvelle grille communale de densité à sept niveaux définie par l'Insee en 2022.
Elle est située hors unité urbaine et hors attraction des villes,.

### Occupation des sols
L'occupation des sols de la commune, telle qu'elle ressort de la base de données européenne d’occupation biophysique des sols Corine Land Cover (CLC), est marquée par l'importance des territoires agricoles (80,2 % en 2018), une proportion identique à celle de 1990 (80,2 %). La répartition détaillée en 2018 est la suivante : 
terres arables (57,4 %), zones agricoles hétérogènes (22,8 %), forêts (19,8 %).
L'IGN met par ailleurs à disposition un outil en ligne permettant de comparer l’évolution dans le temps de l’occupation des sols de la commune (ou de territoires à des échelles différentes). Plusieurs époques sont accessibles sous forme de cartes ou photos aériennes : la carte de Cassini (XVIIIe siècle), la carte d'état-major (1820-1866) et la période actuelle (1950 à aujourd'hui).

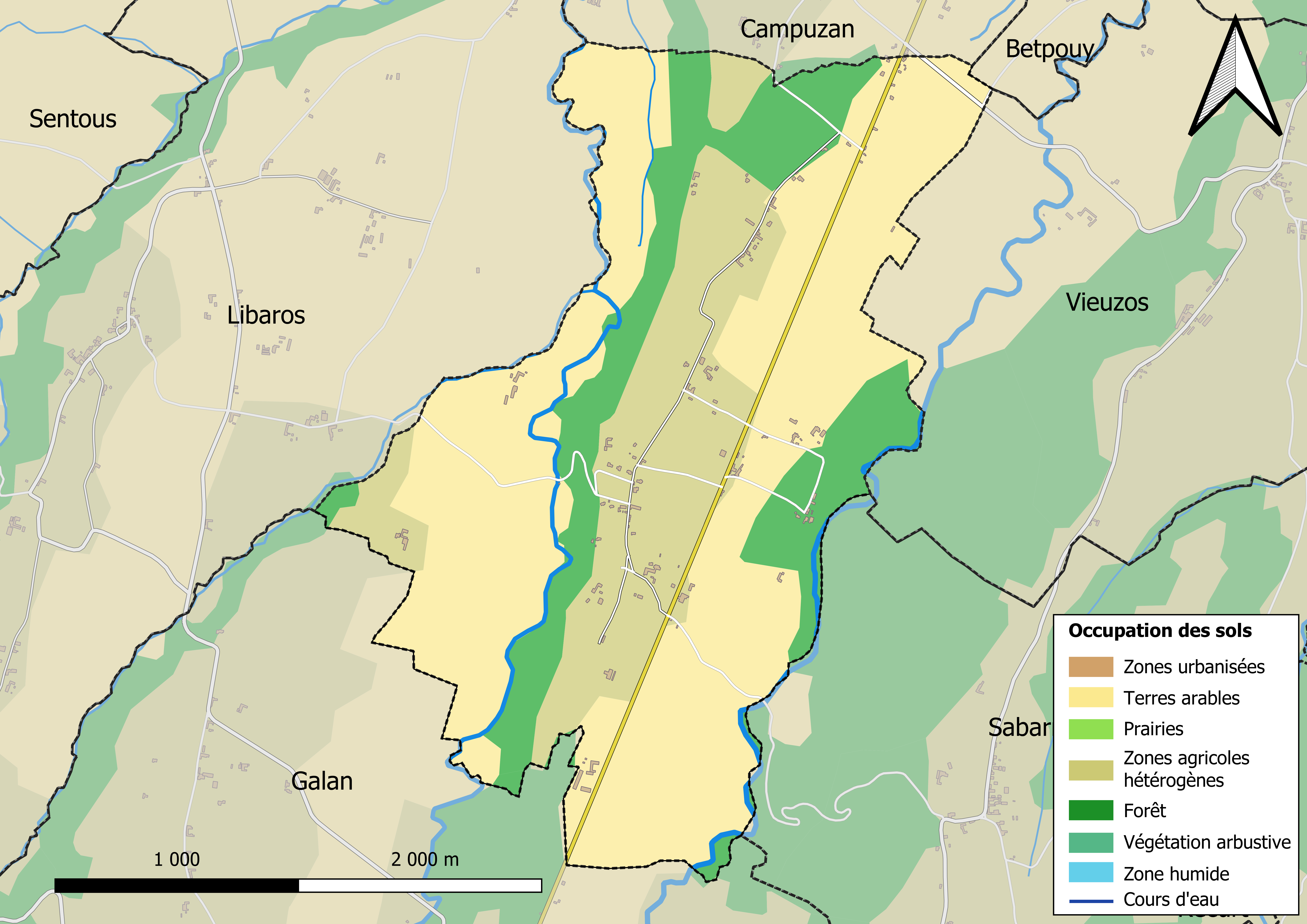
Carte des infrastructures et de l'occupation des sols en 2018 (CLC) de la commune.
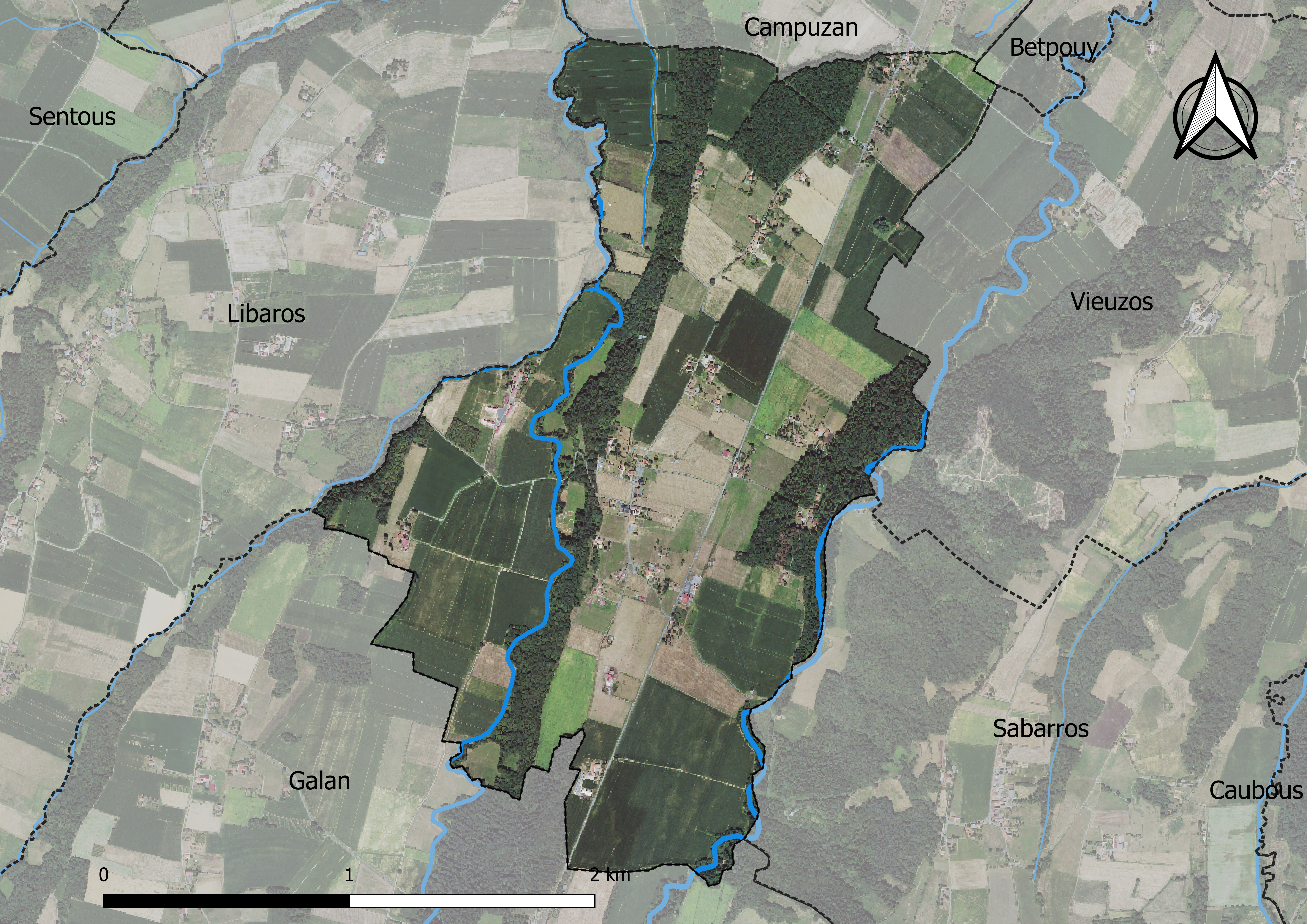
Carte orthophotogrammétrique de la commune.

### Logement
En 2012, le nombre total de logements dans la commune est de 64.

Parmi ces logements, 82,6 % sont des résidences principales, 8,7 % des résidences secondaires et 8,7 % des logements vacants.

### Voies de communication et transports
Cette commune est desservie par la route départementale D 10.

## Toponymie

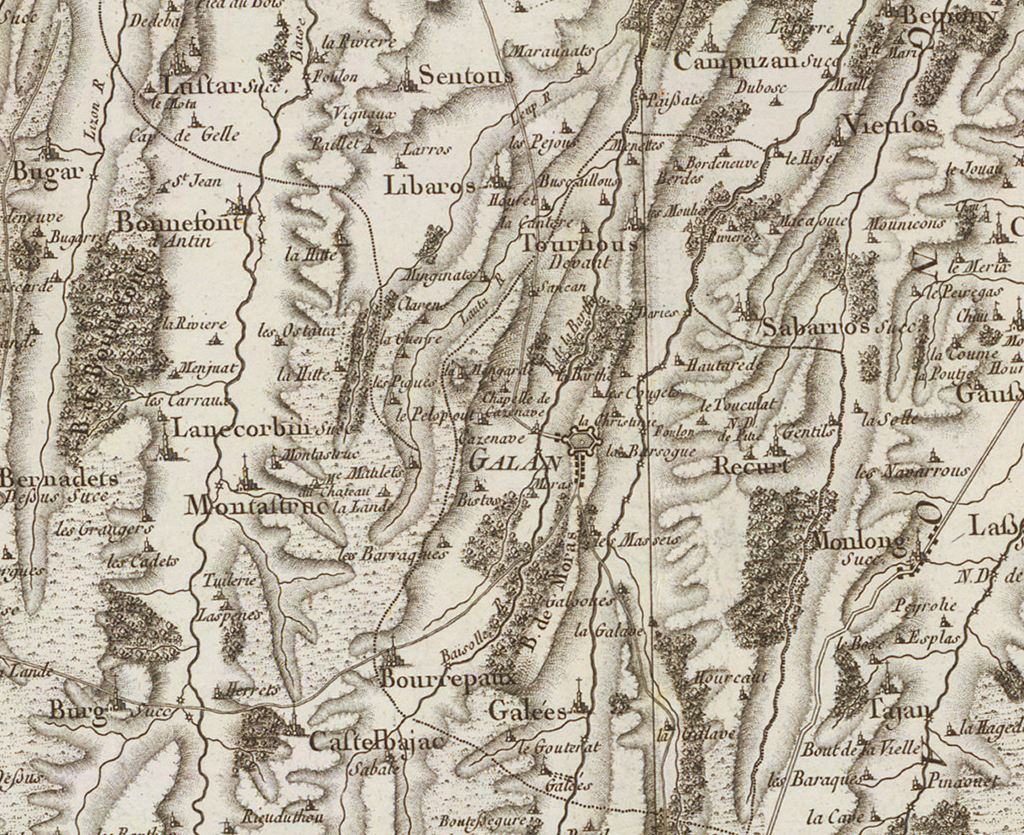
Extrait de la carte de Cassini (entre 1756 et 1789) situant Tournous-Devant au nord de Galan.

On trouvera les principales informations dans le Dictionnaire toponymique des communes des Hautes-Pyrénées de Michel Grosclaude et Jean-François Le Nail qui rapporte les dénominations historiques du village :
Dénominations historiques :
- Tornos (1151, cartulaire de Berdoues) ;
- de Tornossio, latin (1383-1384, procuration Auch ; 1405, décime d'Auch) ;
- Tornos (XVe s., taxes Auch).1 ;
- Tournous Devant (dès 1744, registres paroissiaux) ;
- Tournoux (1790, Département 1) ;
- Tournous Devant (fin XVIIIe siècle, carte de Cassini).

Nom occitan : Tornós Davant.

## Histoire

### Cadastre napoléonien de Tournous-Devant
Le plan cadastral napoléonien de Tournous-Devant est consultable sur le site des archives départementales des Hautes-Pyrénées.

## Politique et administration

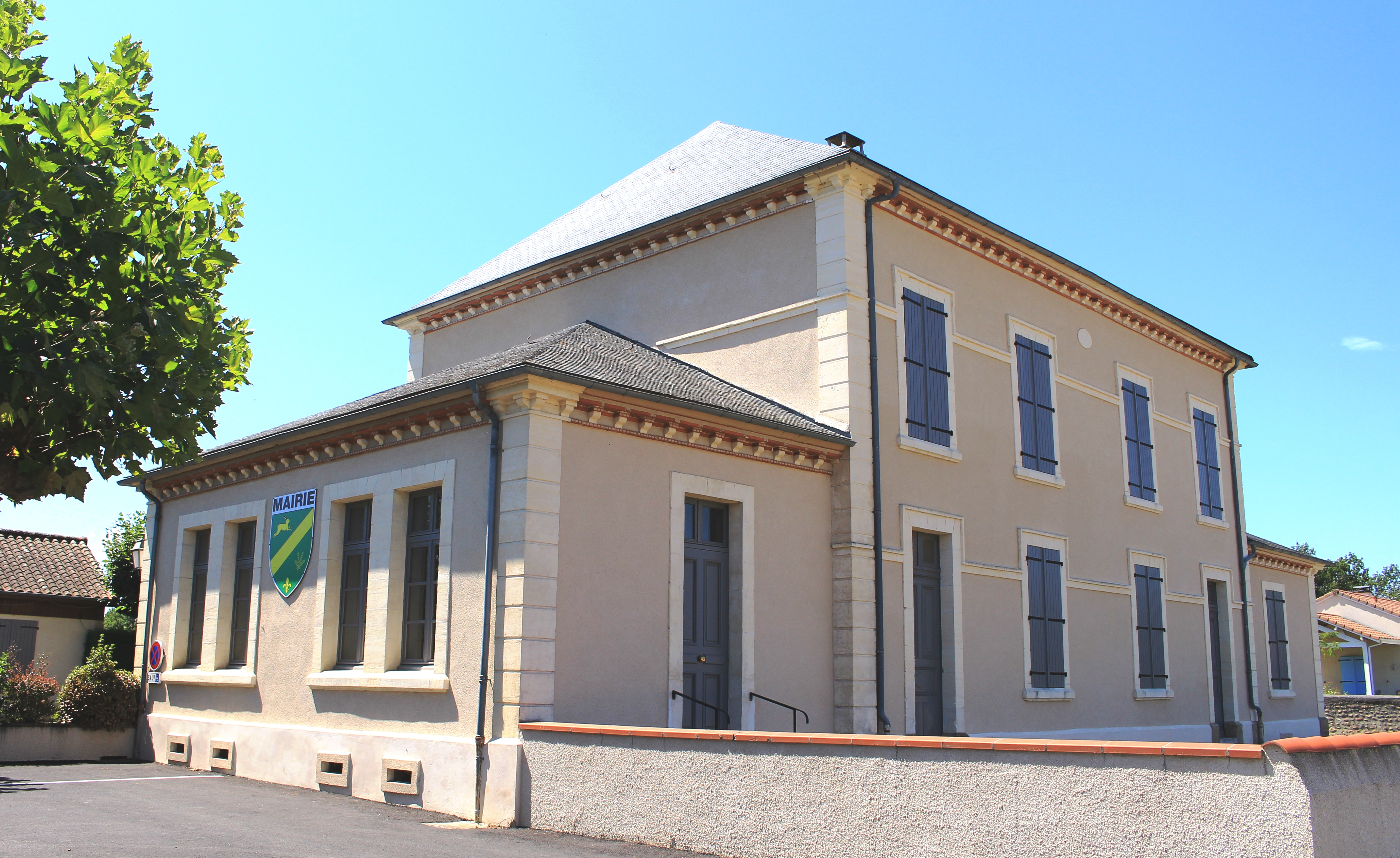
La mairie en 2020.

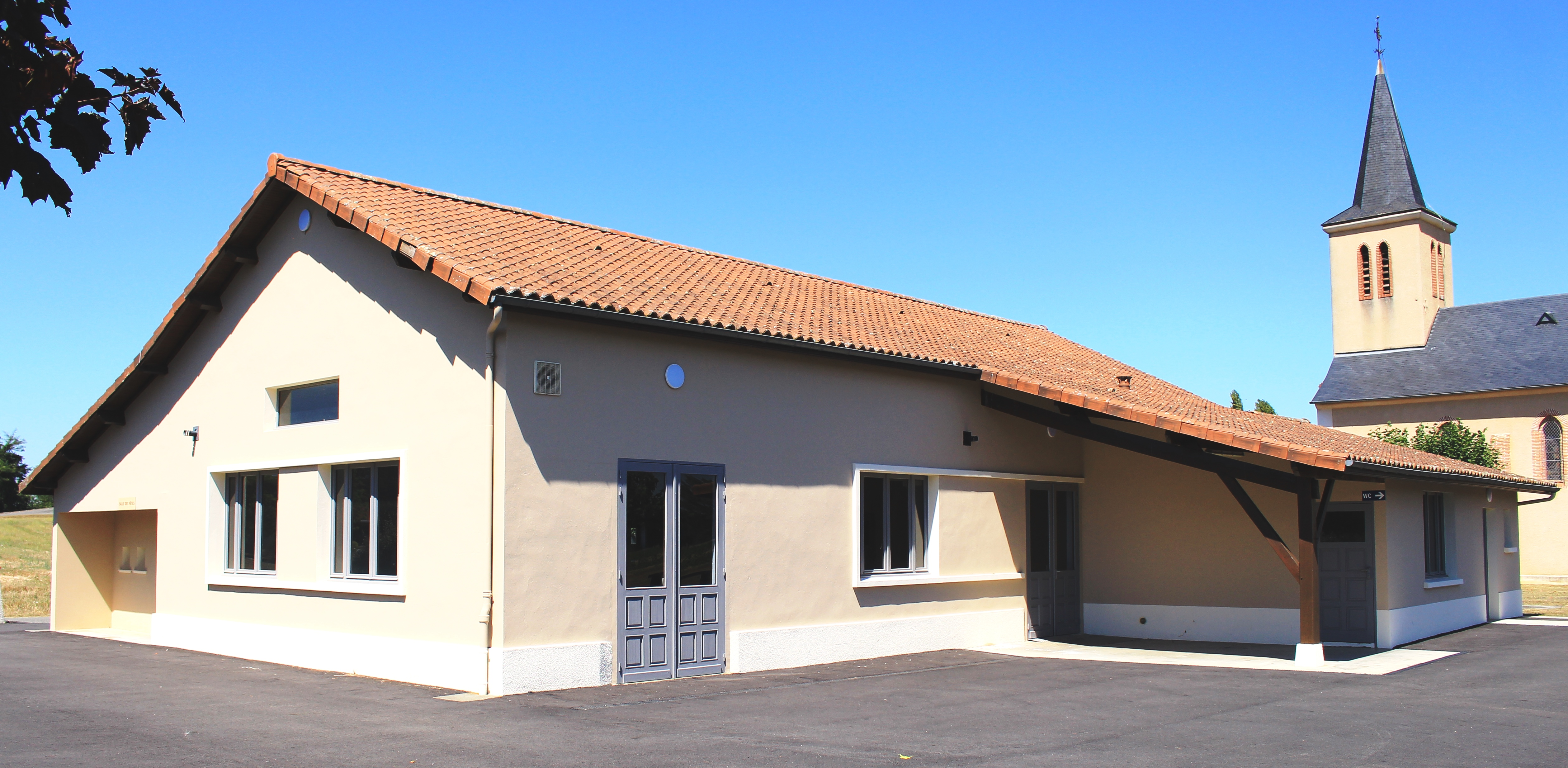
Le foyer rural en 2020.

### Liste des maires
| Période                                  | Période  | Identité          | Étiquette | Qualité |
| ---------------------------------------- | -------- | ----------------- | --------- | ------- |
| Les données manquantes sont à compléter. |          |                   |           |         |
|                                          |          |                   |           |         |
| avant 1995                               | En cours | Francois Dabezies | PS        |         |

### Rattachements administratifs et électoraux

#### Historique administratif
Sénéchaussée de Toulouse, élection de Rivière-Verdun, canton de Galan (depuis 1790). En 1829, son quartier des Payssats est rattaché à Campuzan, en 1863, la commune est agrandie d'un quartier distrait de Galan.

#### Intercommunalité
Tournous-Devant appartient à la communauté de communes du Plateau de Lannemezan Neste-Baronnies-Baïses créée en janvier 2017 et qui réunit 57 communes.

## Population et société

### Démographie

#### Évolution démographique
| 1793 | 1800 | 1806 | 1821 | 1831 | 1836 | 1841 | 1846 | 1851 |
| ---- | ---- | ---- | ---- | ---- | ---- | ---- | ---- | ---- |
| 276  | 345  | 257  | 267  | 301  | 301  | 304  | 318  | 303  |

| 1856 | 1861 | 1866 | 1876 | 1881 | 1886 | 1891 | 1896 | 1901 |
| ---- | ---- | ---- | ---- | ---- | ---- | ---- | ---- | ---- |
| 332  | 316  | 335  | 318  | 266  | 259  | 243  | 241  | 232  |

| 1906 | 1911 | 1921 | 1926 | 1931 | 1936 | 1946 | 1954 | 1962 |
| ---- | ---- | ---- | ---- | ---- | ---- | ---- | ---- | ---- |
| 206  | 202  | 190  | 180  | 172  | 174  | 175  | 153  | 155  |

| 1968 | 1975 | 1982 | 1990 | 1999 | 2004 | 2006 | 2009 | 2014 |
| ---- | ---- | ---- | ---- | ---- | ---- | ---- | ---- | ---- |
| 145  | 129  | 140  | 138  | 128  | 111  | 111  | 113  | 115  |

| 2019 | 2022 | - | - | - | - | - | - | - |
| ---- | ---- | - | - | - | - | - | - | - |
| 90   | 83   | - | - | - | - | - | - | - |

### Enseignement
La commune dépend de l'académie de Toulouse. Elle ne dispose plus d'école en 2016.

## Économie

### Emploi
|                | 2008  | 2013  | 2018  |
| -------------- | ----- | ----- | ----- |
| Commune        | 2,9 % | 9,7 % | 6,3 % |
| Département    | 7,7 % | 9,4 % | 9,8 % |
| France entière | 8,3 % | 10 %  | 10 %  |

En 2018, la population âgée de 15 à 64 ans s'élève à 52 personnes, parmi lesquelles on compte 75 % d'actifs (68,7 % ayant un emploi et 6,3 % de chômeurs) et 25 % d'inactifs,. Depuis 2008, le taux de chômage communal (au sens du recensement) des 15-64 ans est inférieur à celui de la France et du département.
La commune est hors attraction des villes,. Elle compte 25 emplois en 2018, contre 20 en 2013 et 16 en 2008. Le nombre d'actifs ayant un emploi résidant dans la commune est de 37, soit un indicateur de concentration d'emploi de 67,2 % et un taux d'activité parmi les 15 ans ou plus de 45,7 %.
Sur ces 37 actifs de 15 ans ou plus ayant un emploi, 9 travaillent dans la commune, soit 24 % des habitants. Pour se rendre au travail, 88,2 % des habitants utilisent un véhicule personnel ou de fonction à quatre roues, 2,9 % les transports en commun, 2,9 % s'y rendent en deux-roues, à vélo ou à pied et 5,9 % n'ont pas besoin de transport (travail au domicile).

## Culture locale et patrimoine

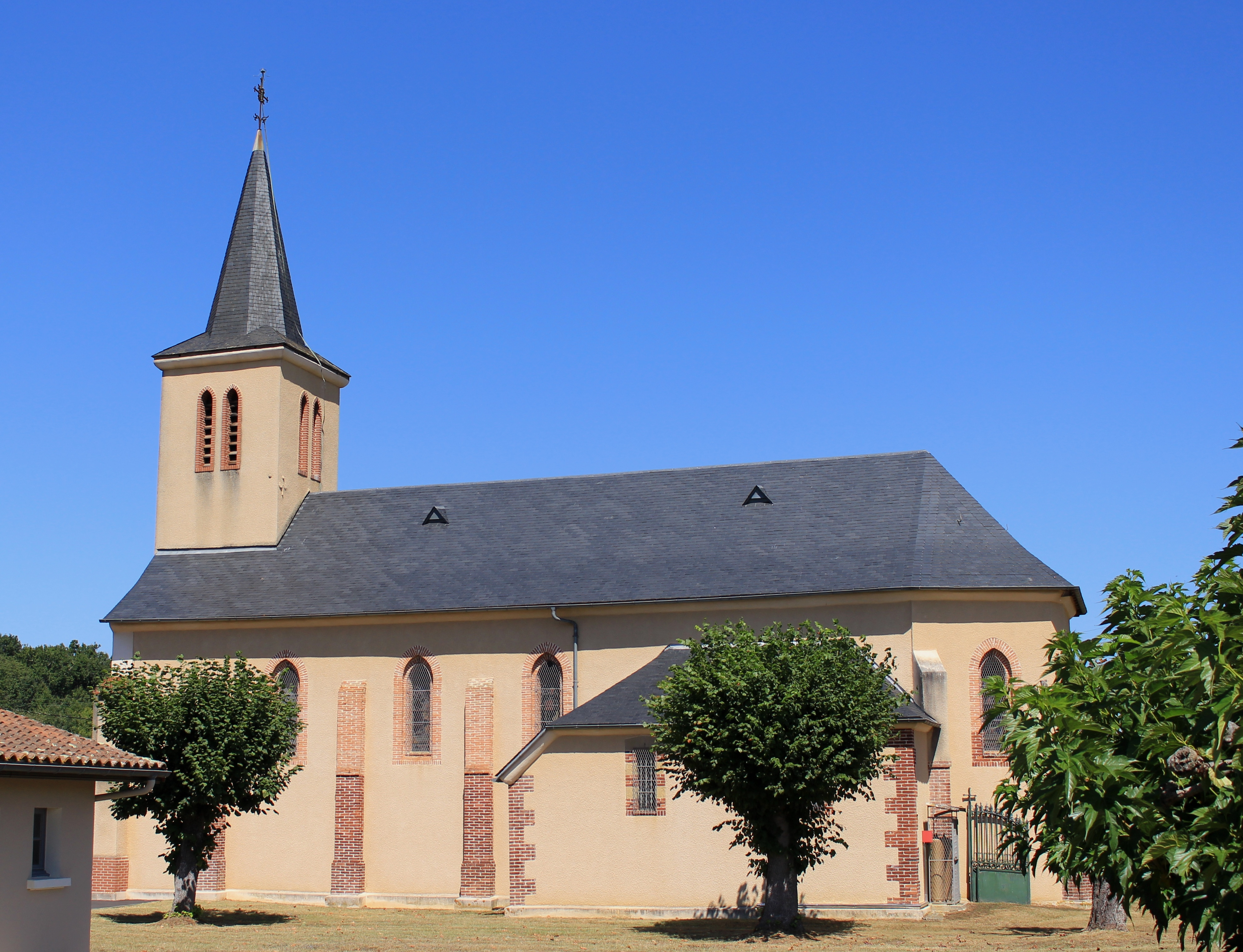
L'église Saint-Martin en 2020.

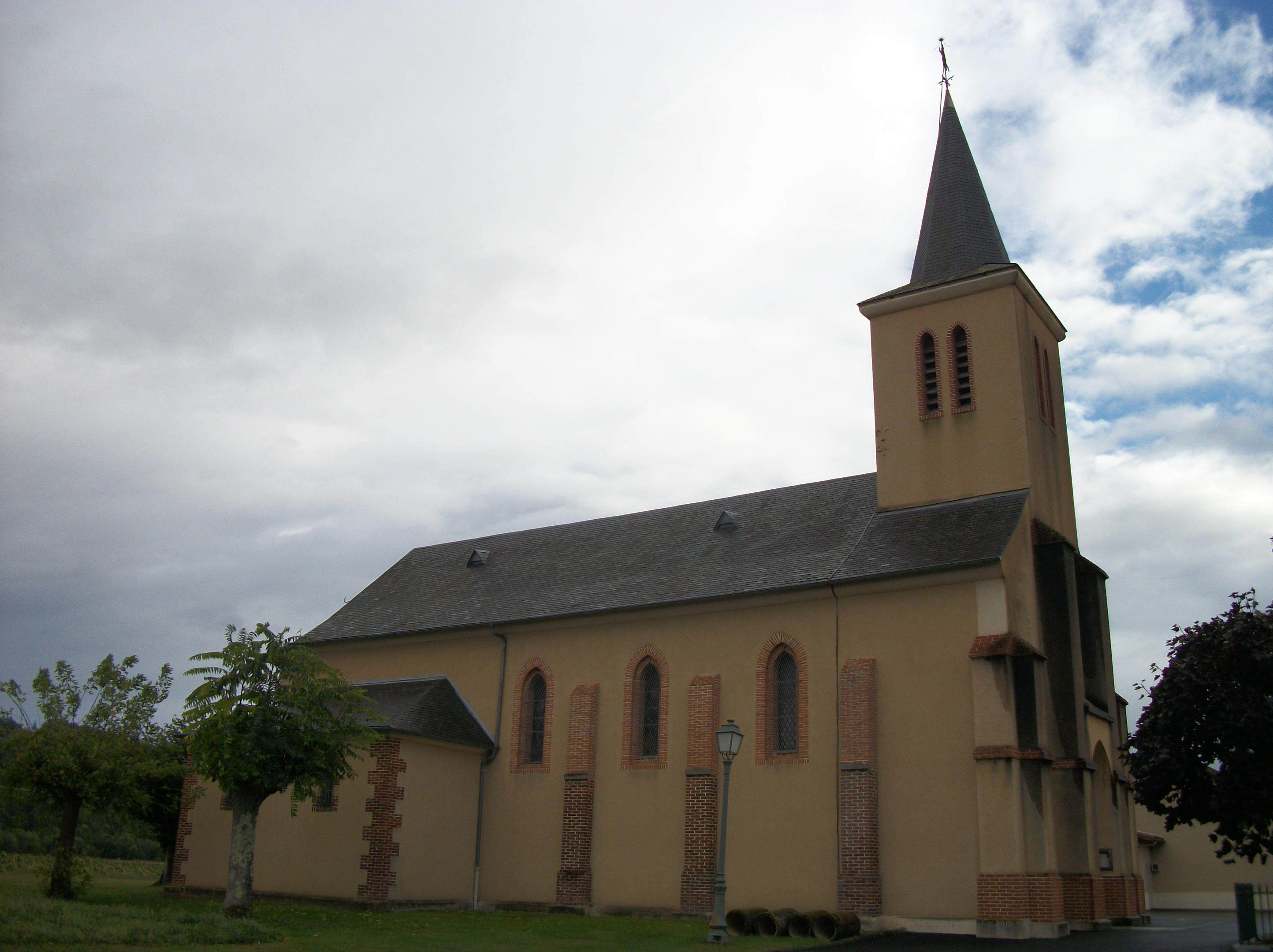
L'église.

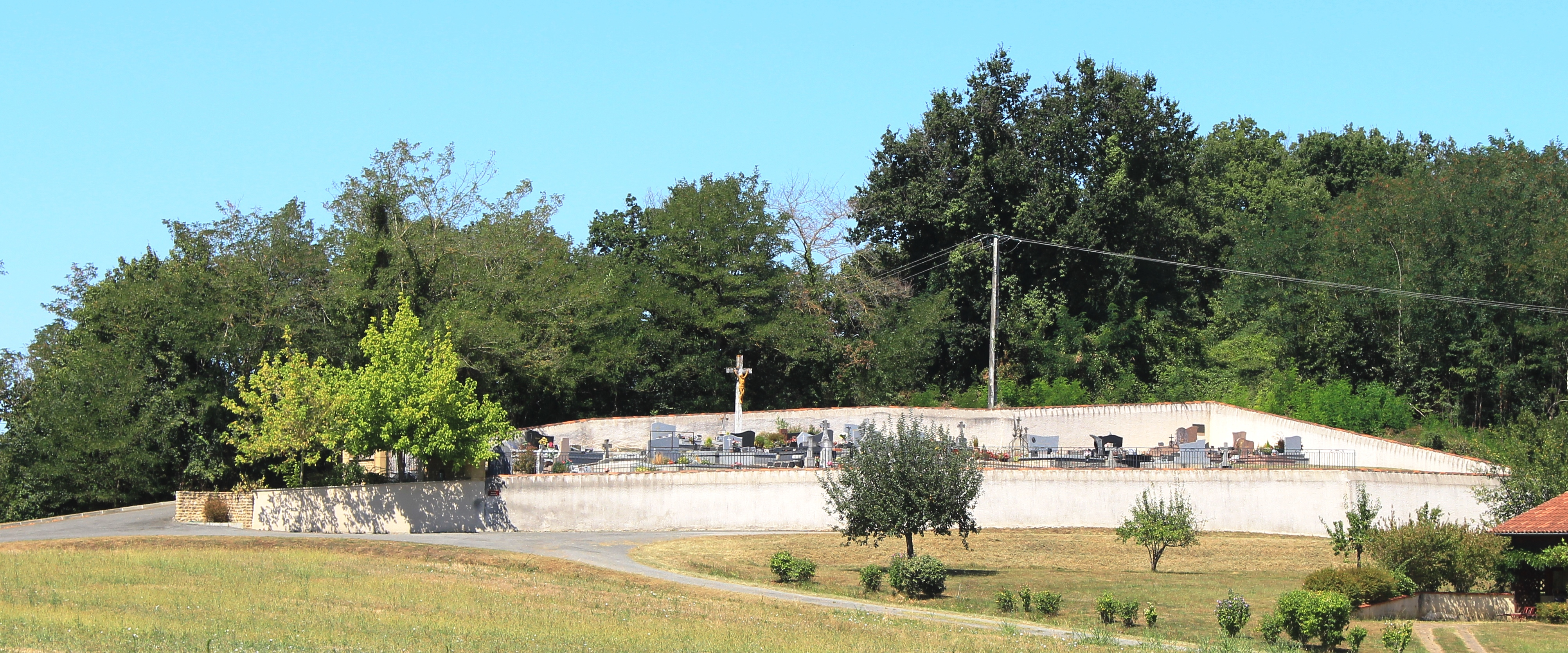
Le cimetière.

### Lieux et monuments
- Église Saint-Martin de Tournous-Devant.

## Voir aussi

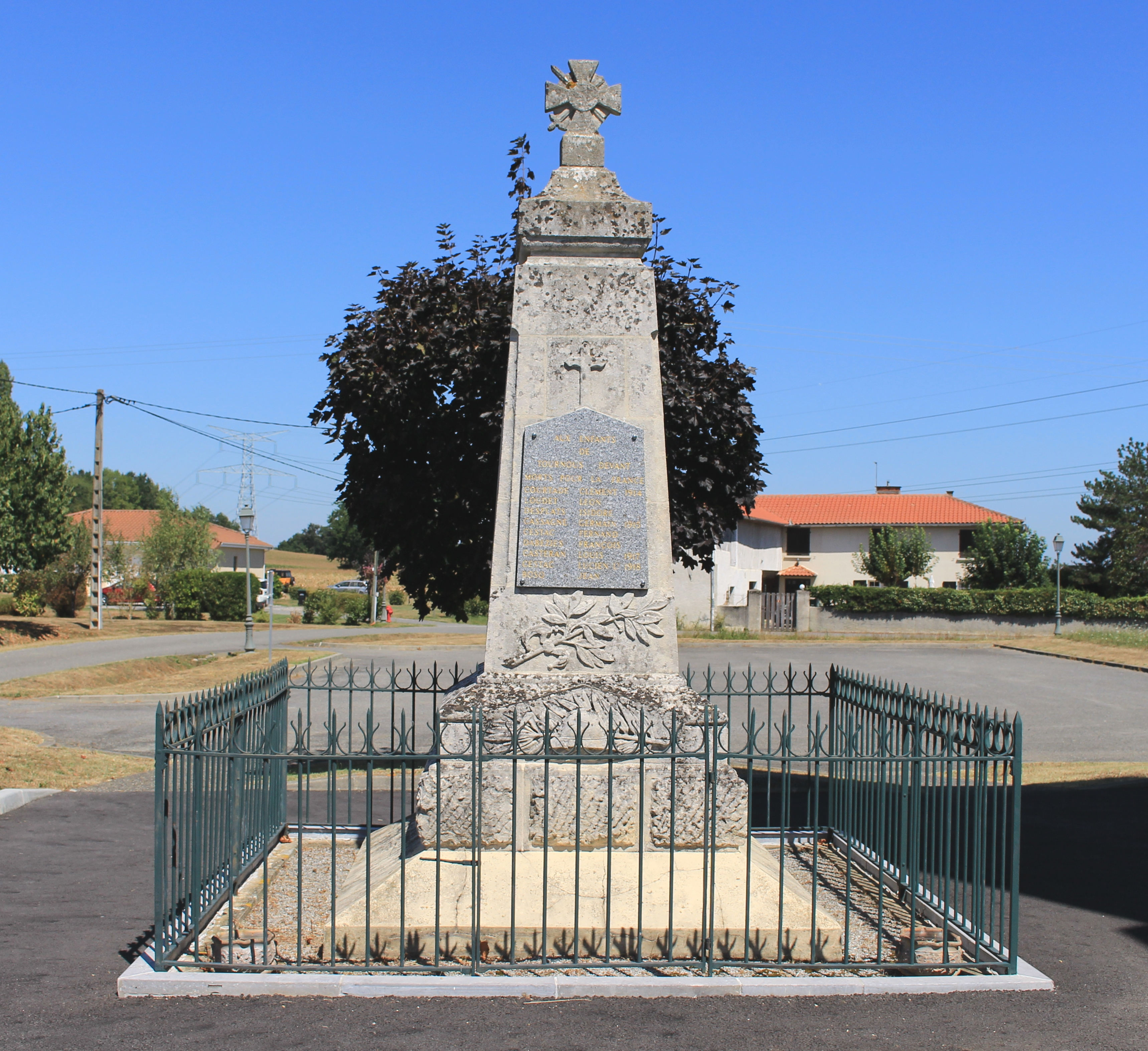
Le monument aux morts municipal.

### Héraldique
| Blason | Blasonnement : D'or à la barre abaissée de sinople, accompagnée de deux lièvres adossés d'argent*, celui de la pointe soutenu d'une fleur de lys du même. |